# Somatochlora franklini
Somatochlora franklini är en trollsländeart som först beskrevs av Selys 1878.  Somatochlora franklini ingår i släktet glanstrollsländor, och familjen skimmertrollsländor. IUCN kategoriserar arten globalt som livskraftig. Inga underarter finns listade i Catalogue of Life.